# Субцинкторий
Субцинкторий (лат. subcinctorium) — элемент литургического облачения, в настоящее время вышедший из употребления.
В Средние века использовался епископами и, в редких случаях, священниками, позднее становится привилегией Папы и архиепископов Милана. С XVI века по середину XX века субцинкторий использовался только на торжественных папских мессах. После литургической реформы, последовавшей за II Ватиканским собором папский церемониал был упрощён, а обязательное использование субцинктория отменено.
Субцинкторий представляет собой широкую ленту длиной около полуметра, по внешнему виду напоминает манипул, но носится не на руке, а на поясе, крепится к вервию альбы. На одном конце вышивается Агнец, на другом конце — крест. Соответствует православной палице.